# Velčice
Velčice – wieś (obec) na Słowacji, w kraju nitrzańskim, w powiecie Zlaté Moravce. Miejscowość położona jest na Nizinie Naddunajskiej.